# Tête Sud du Replat
La tête Sud du Replat est un sommet du massif des Écrins qui culmine à 3 428 mètres dans le département français de l'Isère.